# 昂利亚克
昂利亚克（法語：Anlhiac，法語發音：[ɑ̃ljak]）是法国多尔多涅省的一个市镇，位于该省东北部，属于农特龙区。该市镇总面积11.86平方公里，2009年时的人口为288人。

## 交通
多尔多涅省省道D77线和D704线经过境内。

## 人口
昂利亚克人口变化图示